# Увит
Увит (англ. Uvite) — минерал класса силикатов из группы турмалина с химической формулой Ca(Mg, Fe)3Al5Mg[Si6O18(BO3)3(OH)3].

## Общая информация
Увит — магнезиально-железистый минерал группы турмалина (один из шести атомов алюминия замещен на магний).
Название минерала происходит от места находки — провинции Ува, Шри-Ланка
Увит — очень редкий турмалин. Является скарновым минералом.
Использование увита в ювелирных целях ограничено его редкостью и малым выходом прозрачного сырья.

## Свойства
Свойства увита такие же, как и у других турмалинов, кроме габитуса кристаллов. Для увита характерна уплощенная форма кристаллов, вместо длиннопризматической. Размеры кристаллов увита гораздо меньше, чем у других минералов группы турмалина, и редко превышают 10 мм. Для увита характерен темно-зелёный цвет до практически чёрного. Несмотря на большое содержание элементов-хромофоров в структуре увита (железо и магний), иногда встречаются бесцветные образцы увита.
Цвет от прозрачного до почти чёрного. Блеск смоляной, стеклянный. Излом неровный, раковистый. Агрегаты зернистые, волокнистые. В кислотах не растворяется.

## Месторождения
Источником коричневых и красно-коричневых увитов служит Шри-Ланка.
Превосходные по качеству, но мелкие изумрудно-зеленые увиты добываются в Зимбабве и Танзании.
Редкий золотисто-желтый турмалин (дравит-увит) встречается в Кении.